# Domenico Spada
Pour les articles homonymes, voir Spada (homonymie).
Domenico Spada est un boxeur italien né le 15 septembre 1980 à Rome.

## Carrière
Sacré 3 fois champion national en amateur, il passe professionnel en 2002 et remporte le titre de champion d'Italie des poids moyens en 2006 en s'imposant au 10e round face à Luciano Lombardi. Il échoue en revanche à deux reprises pour le titre européen de la catégorie en 2007 contre Mahir Oral et en 2011 contre Darren Barker.